# 环境减灾卫星
环境减灾卫星，全称中国环境与灾害监测预报小卫星星座（简称HJ星座），是中国专用于环境与灾害监测预报的卫星，其中HJ-1系统的A、B星于2008年9月6日以一箭双星的方式在太原卫星发射中心由长征二号丙火箭发射升空，C星于2012年11月19日在太原卫星发射中心由长征二号丙火箭发射升空。
环境减灾卫星于2003年由国务院批准立项，由HJ-1A、HJ-1B两颗中分辨率光学小卫星和一颗合成孔径雷达小卫星HJ-1C组成（HJ-1星座），并最终形成由4颗光学小卫星和4颗合成孔径雷达小卫星组成“4+4”星座。擁有光學、紅外、超光譜等不同探測方法，有大範圍、全天候、全天時、動態的環境和災害監測能力。
主要用于对生态环境和灾害进行大范围、全天候动态监测，及时反映生态环境和灾害发生、发展过程，对生态环境和灾害发展变化趋势进行预测，对灾情进行快速评估，为紧急求援、灾后救助和重建工作提供科学依据，采取多颗卫星组网飞行的模式，每两天就能实现一次全球覆盖。同时也为亚太空间合作组织成员国提供监测数据和技术支持。

## HJ-1系统组成
环境减灾卫星A、B星（HJ-1星座）由中国航天科技集团公司所属东方红卫星公司负责研制生产，设计寿命均大于三年，可提供可见光、红外谱段光学遥感信息，并将在一个轨道面内飞行。
HJ-1A星有效载荷包括：
- 宽覆盖多光谱CCD相机*2，分辨率为30米
- 超光谱成像仪，平均光谱分辨率为5纳米
- Ka通信试验转发器（ 泰國）

HJ-1B星有效载荷包括：
- 宽覆盖多光谱CCD相机*2，分辨率为30米
- 红外相机

HJ-1C衛星是中國首顆S波段合成孔徑雷達衛星。
环境减灾卫星的地面系统由中国资源卫星应用中心和中国科学院地面站共同负责研制建设，卫星应用系统由国家减灾委办公室和环境保护部环境卫星中心筹备办公室负责研制建设，并分别负责减灾应用系统和环境应用系统的数据评价工作。
卫星数据由建在北京、喀什、三亚的地面接收站获取。

## 环境减灾二号
2020年9月27日，环境减灾二号01组A、B卫星在太原卫星发射中心用长征四号乙运载火箭，以“一箭双星”方式将送入预定轨道发射成功。该组卫星为2颗16米光学卫星，用于接替超期服役的环境与灾害监测预报小卫星A、B星。
2022年10月13日，环境减灾二号05星在太原卫星发射中心由长征二号丙运载火箭发射升空。环境减灾二号05星又名5米S-SAR 01星，在高度500公里、倾角97.4度的太阳同步轨道上运行，采用CAST2000平台，主要配置S波段合成孔径雷达有效载荷，可获取全球5米分辨率S波段雷达图像数据。
2023年8月9日6时53分，环境减灾二号06星在太原卫星发射中心由长征二号丙遥四十六运载火箭成功发射。卫星顺利进入预定轨道，任务取得圆满成功。环境减灾二号06星是《国家民用空间基础设施中长期发展规划（2015—2025年）》中的遥感业务卫星，搭载S波段合成孔径雷达分系统和应急数据处理分系统等有效载荷。06星与05星在轨组网运行，初步建成应急管理、生态环境业务卫星星座及其配套的天地一体业务应用系统，进一步满足相关领域中分辨率合成孔径雷达数据供给需求。

## 卫星列表
| 序号 | 卫星                | COSPAR ID | 卫星目录序号 | 发射时间               | 发射地点         | 火箭                            | 轨道         | 状态   |
| ---- | ------------------- | --------- | ------------ | ---------------------- | ---------------- | ------------------------------- | ------------ | ------ |
| 1    | 环境减灾卫星A星     | 2008-041A | 33320        | 2008年9月6日 11时25分  | 太原卫星发射中心 | 长征二号丙运载火箭 （SMA遥一）  | 太阳同步轨道 | 运行中 |
| 2    | 环境减灾卫星B星     | 2008-041B | 33321        | 2008年9月6日 11时25分  | 太原卫星发射中心 | 长征二号丙运载火箭 （SMA遥一）  | 太阳同步轨道 | 运行中 |
| 3    | 环境减灾卫星C星     | 2012-064A | 38997        | 2012年11月19日 6时53分 | 太原卫星发射中心 | 长征二号丙运载火箭 （遥十七）   | 太阳同步轨道 | 运行中 |
| 4    | 环境减灾二号卫星A星 | 2020-067A | 46478        | 2020年9月27日 11时23分 | 太原卫星发射中心 | 长征四号乙运载火箭 （遥四十二） | 太阳同步轨道 | 运行中 |
| 5    | 环境减灾二号卫星B星 | 2020-067B | 46479        | 2020年9月27日 11时23分 | 太原卫星发射中心 | 长征四号乙运载火箭 （遥四十二） | 太阳同步轨道 | 运行中 |
| 6    | 环境减灾二号05卫星  | 2022-132A | 54035        | 2022年10月13日 6时53分 | 太原卫星发射中心 | 长征二号丙运载火箭 （遥六十六） | 太阳同步轨道 | 运行中 |
| 7    | 环境减灾二号06卫星  | 2023-116A | 57519        | 2023年8月9日 6时53分   | 太原卫星发射中心 | 长征二号丙运载火箭 （遥四十六） | 太阳同步轨道 | 运行中 |